# Introducing Brad Mehldau
Albums de Brad Mehldau
The Art of the Trio, Vol. 1
(1997)
Introducing Brad Mehldau est le premier album en tant que leader du pianiste de jazz américain Brad Mehldau, sorti en 1995 chez Warner Bros. Records.

## Liste des titres
| No | Titre                      | Musique                                | Personnel                      | Durée |
| -- | -------------------------- | -------------------------------------- | ------------------------------ | ----- |
| 1. | It Might As Well Be Spring | Oscar Hammerstein II / Richard Rodgers | Larry Grenadier, Jorge Rossy   | 7:46  |
| 2. | Countdown                  | John Coltrane                          | Larry Grenadier, Jorge Rossy   | 4:12  |
| 3. | My Romance                 | Lorenz Hart / Richard Rodgers          | Larry Grenadier, Jorge Rossy   | 6:23  |
| 4. | Angst                      | Brad Mehldau                           | Larry Grenadier, Jorge Rossy   | 6:11  |
| 5. | Young Werther              | Brad Mehldau                           | Larry Grenadier, Jorge Rossy   | 7:11  |
| 6. | Prelude To A Kiss          | Duke Ellington                         | Christian McBride, Brian Blade | 1:00  |
| 7. | London Blues               | Brad Mehldau / Jelly Roll Morton       | Christian McBride, Brian Blade | 7:00  |
| 8. | From This Moment On        | Cole Porter                            | Christian McBride, Brian Blade | 6:33  |
| 9. | Say Goodbye                | Brad Mehldau                           | Christian McBride, Brian Blade | 9:25  |

## Personnel
- Brad Mehldau - piano
- Larry Grenadier - contrebasse
- Jorge Rossy - batterie
- Christian McBride - contrebasse
- Brian Blade - batterie